# Федерация стрелкового спорта Узбекистана
Федерация стрелкового спорта Узбекистана (англ. SSFU – Shooting Sport Federation of Uzbekistan) — является Негосударственной Некоммерческой Организацией (ННО). Основанной 18 апреля 1998 года, общественная организация, целями которой являются развитие стрелкового спорта в Республике Узбекистан, его популяризация и пропаганда, организация и проведение спортивных мероприятий Республиканского уровня на территории Республики Узбекистан и Международных мероприятий. 
Федерация Стрелкового Спорта Узбекистана занимается подготовкой спортсменов-членов сборных команд по Олимпийским и неолимпийским видам стрелкового спорта Узбекистана, отражая общенациональные интересы в спортивной сфере и предъявляя их мировому сообществу, учитывает общие тенденции развития мирового стрелкового спорта, обуславливающие необходимость существенных изменений в системе подготовки спортсменов-стрелков и совершенствование учебной и материально-технической базы.

## История
Федерация стрелкового спорта Узбекистана является членом Международной федерации стрелкового спорта (ISSF) и Азиатской конфедерации стрелкового спорта (ASC). В своей деятельности Федерация руководствуется Уставом общества, Олимпийской хартией и Уставом международной федерации стрелкового спорта (ISSF). Основной целью Федерации стрелкового спорта Узбекистана является развитие стрелкового спорта, его широкая пропаганда и популяризация.
С 2019 года председателем Федерации является Норинбаев Ойбек Кабилжанович.
Штаб-квартира Федерации находится в Ташкенте.
Спортивная сборная команда Республики Узбекистан по пулевой стрельбе непрерывно с 2000 года принимает участие на Летних Олимпийских играх.

## Общая информация
Спортивная стрельба на сегодняшний день подразделяется на два вида стрелкового спорта:
1. Одним из них является стендовая стрельба (олимпийский вид) – стрельба дробью из гладкоствольных ружей по движущейся цели.

Соревнования по стендовой стрельбе проводятся на открытых стрельбищах. Стрельба ведётся из гладкоствольных ружей 12 калибра с использованием дробовых патронов (диаметром дробин не более 2,5 мм) по летящим мишеням-тарелочкам.
1. Вторым видом спортивной стрельбы, имеющим непосредственное отношение к пневматическому оружию, является пулевая стрельба. В этом виде стрельбы используют нарезное оружие: пистолеты и пневматические винтовки, мелко и крупнокалиберное оружие. Цель – статические и движущиеся в тире мишени. Упражнения с пневматикой, а также с мелкокалиберными пистолетом и винтовкой включены в Олимпийские игры.

В данном виде спорта стрельба производится из пневматических (4,5 мм), малокалиберных (5,6 мм) и крупнокалиберных (7,62 мм для винтовок и 7,62—9,65 мм для пистолетов) винтовок и пистолетов. Подразделяется на стрельбу из пистолета, винтовки, стрельбу из винтовки по движущейся мишени.

## Стрелковые дисциплины
Федерация стрелкового спорта Узбекистан активно развивает 15 Олимпийских упражнений (6 мужских, 6 женских и 3 смешанных) в трёх дисциплинах.

### Пулевая стрельба
| №  | Название                                | Муж./Жен.        | ОИ |
| -- | --------------------------------------- | ---------------- | -- |
| 1  | Винтовка с трёх позиций, 50 м           | Mужчины          | ✔  |
| 2  | Пневматическая винтовка, 10 м           | Mужчины          | ✔  |
| 3  | Винтовка с трёх позиций, 50 м           | Женщины          | ✔  |
| 4  | Пневматическая винтовка, 10 м           | Женщины          | ✔  |
| 5  | Микс Пневматическая Винтовка, 10 м      | Женщины, Мужчины | ✔  |
| 6  | Пневматический пистолет, 10 м           | Mужчины          | ✔  |
| 7  | Скоростной пистолет, 25 м               | Mужчины          | ✔  |
| 8  | Пневматический пистолет, 10 м           | Женщины          | ✔  |
| 9  | Пистолет, 25 м                          | Женщины          | ✔  |
| 10 | Смешанный Пневматический пистолет, 10 м | Женщины, Мужчины | ✔  |

### Стендовая стрельба
| №  | Название       | Муж./Жен.        | ОИ |
| -- | -------------- | ---------------- | -- |
| 11 | Трап           | Mужчины          | ✔  |
| 12 | Скит           | Mужчины          | ✔  |
| 13 | Трап           | Женщины          | ✔  |
| 14 | Скит           | Женщины          | ✔  |
| 15 | Смешанный Скит | Женщины, Мужчины | ✔  |